# Bój pod Głownem

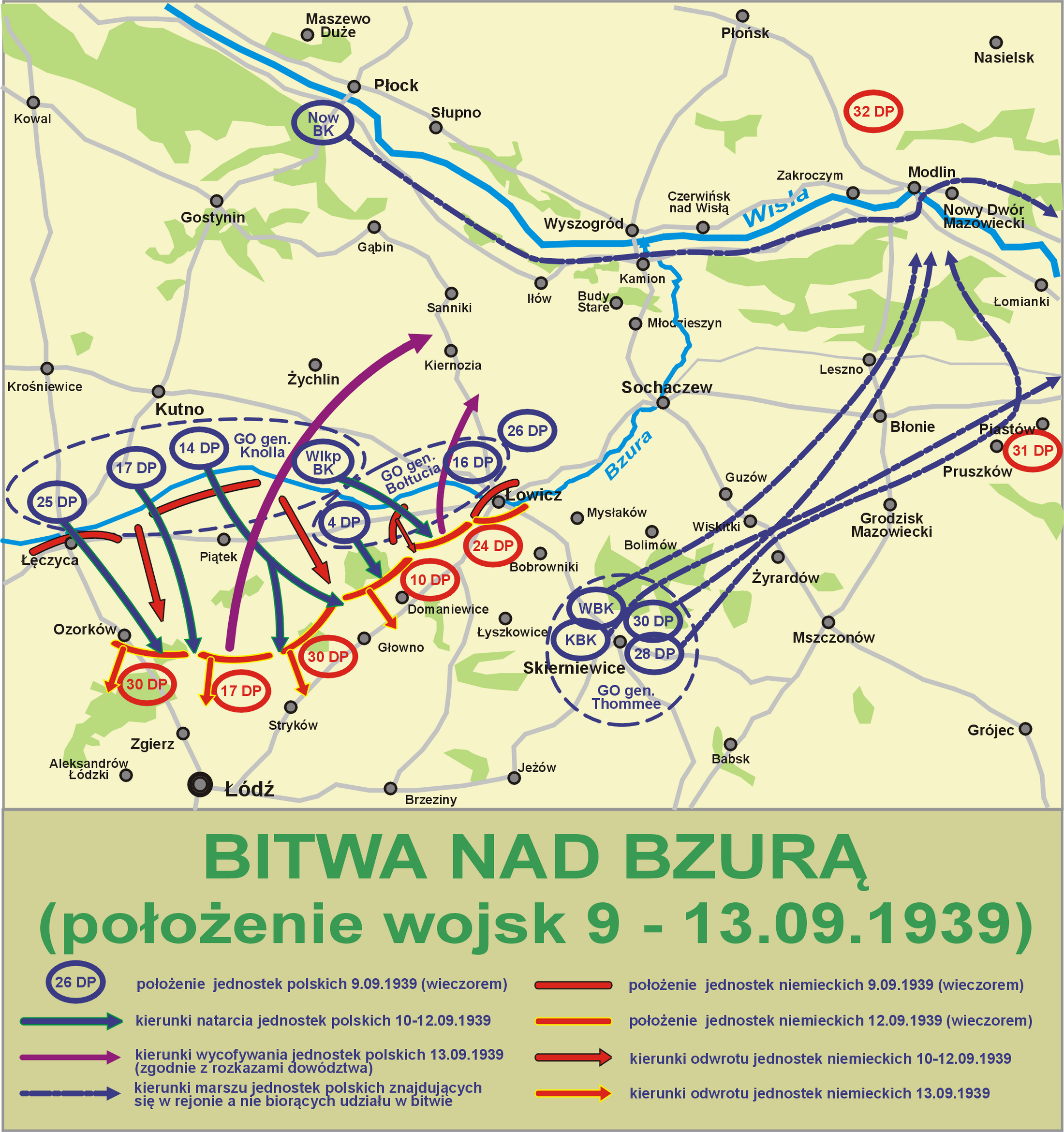

Bój pod Głownem – walki Wielkopolskiej Brygady Kawalerii w kampanii wrześniowej; część bitwy nad Bzurą (I faza).

## Sytuacja ogólna
5 września Naczelny Wódz zarządził ogólny odwrót wojsk polskich na linię Narwi, Wisły i Sanu. Późnym wieczorem 6 września związki taktyczne Armii „Poznań” rozpoczęły odwrót w kierunku Warszawy. Obawiano się, że niemieckie dywizje zmotoryzowane szybciej osiągną linię Wisły i zablokują wojska Armii „Poznań” i Armii „Pomorze” na zachód od rzeki. 9 września rozpoczęła się największa bitwa kampanii wrześniowej – bitwa nad Bzurą. W jej pierwszej fazie jednostki polskie zaatakowały z powodzeniem maszerującą wzdłuż prawego brzegu Bzury niemiecką 30 Dywizję Piechoty.

Grupa Operacyjna gen. Knolla-Kownackiego uderzyła na kierunku wiodącym przez Krośniewice do Brzezin.

## Działania Wielkopolskiej BK

### Natarcie na Walewice i Bielawy

Bitwa nad Bzurą (9 września)

Po południu 9 września Wielkopolska BK rozpoczęła przygotowania do natarcia w kierunku Głowna. W godzinach popołudniowych Oddział Wydzielony „Zduny” obsadził rejon Zduny–Strugienice, zapewniając tym samym ubezpieczenie lewego skrzydła zgrupowania uderzeniowego. Utworzono kolejny oddział wydzielony – OW „Urzecze” w składzie brygadowy szwadron kolarzy i pluton ckm, z zadaniem uchwycenia przyczółka na południowym brzegu Bzury w rejonie Chruślin Kościelny –Traby
Wieczorem oddziały WBK zajęły podstawy wyjściowe do natarcia:
- główne zgrupowanie uderzeniowe: 1., 2. i 4 szwadron 17 pułku ułanów oraz 3/15 pułku ułanów, wzmocnione częścią szwadronu ckm 17 pułku ułanów, rozwinęły się na odcinku dwór Sobota–Sobocka Wieś
- wykonujący uderzenie pomocnicze 15 pułk ułanów (bez dwóch szwadronów) rozwinął się w rejonie Woli Kałkowej,
- drugi rzut stanowił 3 szwadron 17 pułku ułanów i kombinowany szwadron 15 pułku ułanów rtm. Władysława Braunka,
- 7 dywizjon artylerii konnej zajął stanowisko w rejonie Wojdówka–zachodni skraj lasu Sobota,
- 7 pułk strzelców konnych (bez szwadronu kolarzy) pozostał w dyspozycji dowódcy Grupy Operacyjnej na północ od Soboty.

Kierujący głównym zgrupowaniem uderzeniowym dowódca 17 puł płk Ignacy Kowalczewski wydał rozkaz do jego rozpoczęcia późną nocą. Po przekroczeniu Bzury, wskutek ciemności i podmokłego, poprzecinanego stawami terenu, pododdziały zaczęły błądzić i dopiero przed świtem znalazły się na pozycjach umożliwiających wykonanie uderzenia na wieś i dwór Walewice.
Od północnego wschodu i wschodu nacierały na wieś 2. i 1 szwadron 17 pułku ułanów. Z pewnym opóźnieniem wszedł do walki 3 szwadron 15 pułku ułanów rtm. Czesława Małachowskiego. Dwór Walewice atakował od południowego wschodu 4/17 puł rtm. Czesława Juścińskiego. Początkowe walki nie przynosiły spodziewanego efektu. Dopiero wprowadzenie do walki 3/17 puł rtm. Stanisława Czerniawskiego i kombinowanego szwadronu 15 puł, które zaatakowały Walewice od zachodu, spowodowało, że  około 8.00 niemiecki III/26 pułku piechoty został pobity, a niedobitki wycofały się z dworu i wsi Walewice w kierunku Głowna.
Natarcie pomocnicze 15 pułku ułanów  również zakończyło się sukcesem; około 10.00 Bielawy zostały zdobyte, a Oddział Wydzielony „Urzecze" por. Zbigniewa Barańskiego, po przeprawieniu się przez Bzurę, obsadził rano 10 września wschodni skraj Chruślina Kościelnego, zamykając w ten sposób kierunek z Łowicza.

### Działania 10 września

Bitwa nad Bzurą (10 września)

Po przełamaniu obrony niemieckiej i uchwyceniu węzła dróg Bielawy stworzono dogodne warunki do kontynuowania natarcia na Głowno. Dowódca brygady gen. Roman Abraham wydał nowe rozkazy do działania:
- 7 pułk strzelców konnych (bez szwadronu) z 3/7 dak ześrodkować się w rejonie Rulic i wspólnie z 3/15 puł uchwycić południowy skraj lasu Psary-Polesie; z rubieży tej być w gotowości do uderzenia na Głowno. 3 szwadronem, wzmocnionym ckm-ami i dwiema armatami przeciwpancernymi, miał ubezpieczać od wschodu, pozostawiając go do zmroku na północnym brzegu Bzury w Sobocie,
- 17 pułk ułanów ześrodkować się w Walewicach, a potem przesunąć do Piotrowic, przeprawić przez Bzurę i rozmieścić w Rulicach i Piotrowicach pozostałe baterie 7 dak,
- 15 pułk ułanów, bez 3 szwadronu, jako odwód brygady ześrodkować się w Rulicach.
- 71 dywizjon pancerny (bez plutonu samochodów pancernych) prowadzić rozpoznanie na kierunku Chruślin Kościelny–Ostrów–Łowicz; w razie potrzeby wesprzeć stojący w Chruślinie Oddział Wydzielony „Urzecze" por. Barańskiego,
- 3 szwadron pionierów rtm. Wacława Bartosiaka zawrócić na przeprawę przez Bzurę i udzielić pomocy pozostałym siłom brygady w przekraczaniu rzeki.

7 pułk strzelców konnych z 3/7 dak por. Józefa Korczakowskiego około 10.30 wyruszył z Soboty i w godzinach popołudniowych zajął pozycje do natarcia w rejonie folwarku Stanisławów. Jego 2 szwadron stanął przy drodze na Władysławów, 4 szwadron przy drodze na Sapy i Skaratki pod Las, 3 szwadron 15 puł skierował się na Władysławów, z zadaniem osłony kierunku z Głowna. 1/7 psk i pluton ckm pozostały na wschodnim skraju lasu Stanisławów.

Około 14.00 szwadron kolarzy brygady por. Zbigniewa Barańskiego stojący w rejonie Chruślin–Traby zaatakowała niemiecka grupa bojowa 20 pułku piechoty. Nie otrzymawszy wsparcia ze strony 71 dpanc i kombinowanego szwadronu 15 puł rtm. Władysława Braunka, kolarze musieli wycofać się do Piotrowic, a następnie odeszli do Rulic. Po wyparciu kolarzy z Chruślina, nieprzyjaciel uderzył na Piotrowice bronione przez 2. i 4 szwadron 17 puł i resztki szwadronu kolarzy wspieranych przez 1/7 dak kpt. Edwarda Nagórskiego. Polskie szwadrony zaczęły  cofać się, a kontratak wykonany 3 szwadronem rtm. Stanisława Czerniawskiego nie przyniósł oczekiwanych rezultatów. Do wieczora 17 pułk ułanów został zepchnięty na Wojewodzię i północny skraj lasów Psary-Polesie.
Po opanowaniu Piotrowic Niemcy uderzyli na  2 i 4 szwadron 15 pułku ułanów broniący Rulic i zajęli północno-wschodnią część wsi. Kontratakował „na bagnety” 17 batalion saperów kpt. Aleksandra Karchesego, który we współdziałaniu z kawalerzystami wyparł wroga ze wsi, a szwadrony 15 puł obsadziły uprzednio zajmowane stanowiska obronne.

Oddział Wydzielony „Zduny" cały dzień ubezpieczał Wielkopolską BK od wschodu. Zajmując stanowiska obronne na północnym brzegu Bzury, odpierał elementy rozpoznawcze nieprzyjaciela wychodzące od strony Łowicza.

### Walki Wielkopolskiej BK  pod Głownem

Bitwa nad Bzurą (11 września)

Późnym wieczorem 10 września gen. Abraham postanowił przegrupować brygadę. Nakazał 17 i 15 pułkowi ułanów zorganizować obronę północnego skraju lasu Psary-Polesie pomiędzy Zgodą–Rulicami–Wojewodzą–folwarkiem Stanisławów. 7 pułk strzelców konnych miał nacierać bezpośrednio na Głowno. Wiedząc o podchodzeniu od północy Grupy Operacyjnej gen. Mikołaja Bołtucia, gen. Abraham rozwiązał Oddział Wydzielony „Zduny”, nakazując szwadronom powrócić do macierzystych oddziałów. Poprzez gońców dowódca brygady wysłał do dowódcy Armii „Poznań” gen. Tadeusza Kutrzeby meldunek o położeniu swoich wojsk i zamiarze uderzenia 11 września na Głowno, prosząc jednocześnie o przyspieszenie działań wchodzącej w jego pas działania 4 Dywizji Piechoty płk. Mieczysława Mysłowskiego.
O świcie 11 września przez Władysławów–Wolę Zbrożkową na Głowno ruszył 7 pułk strzelców konnych z 3/7 dak por. Józefa Korczakowskiego, ubezpieczając się od czoła 1 szwadronem rtm. Konstantego Kozłowskiego wzmocnionym plutonem ckm i dwoma armatami ppanc. W tym czasie z Głowna wyruszył niemiecki I/31 pułku piechoty i oddział rozpoznawczy 24 DP. Do boju spotkaniowego między 1 szwadronem a piechotą niemiecką doszło na północnym skraju Woli Zbrożkowej. Równocześnie niemieckie pojazdy pancerne dokonały napadu ogniowego na 3/7 dak por.  Korczakowskiego, znajdującą się w połowie drogi między Helenowem a Wolą Zbrożkową. O wyniku walk przesądziło czołowe uderzenie 1 szwadronu oraz skrzydłowe natarcie 2. i 3 szwadronów pod ogólnym dowództwem mjr. Pawła Budzika, które odrzuciło Niemców i pozwoliło zająć północny skraj Woli Zbrożkowej. 3 baterii przyszedł z pomocą 4 szwadron rtm. Zdzisława Baranowskiego z armatą przeciwpancerną i szwadron czołgów rozpoznawczych, które zmusiły Niemców do ukrycia się, umożliwiając ściągnięcie polskich dział z szosy. 

Bój pod Głownem (11-12 września 1939)

Woli Zbrożkowej nie udało się jednak utrzymać. 7 psk musiał wrócić na podstawy wyjściowe i tam dopiero zatrzymał wroga. Walka ogniowa trwała kilka godzin; w jej trakcie gotowość odzyskała 3 bateria, a na prawe skrzydło 7 psk przybyły dwa szwadrony 17 pułku ułanów. W tej sytuacji dowódca 7 pułku strzelców konnych płk Stanisław Królicki zdecydował wznowić natarcie. Około 15.00 mjr Budzik na czele 1., 2. i 4 szwadronu odbił północną część Woli Zbrożkowej. Kiedy jednak patrole zameldowały, iż Niemcy podwieźli w rejon walk nowe pododdziały, dowódca 7 psk uznał, iż nie utrzyma zdobytych pozycji; wycofał szwadrony na podstawę wyjściową i na tych stanowiskach odparł natarcie niemieckiego 32 pułku piechoty.
Wieczorem 11 września szwadrony 7 psk miały być zluzowane przez I/57 pp mjr. Stanisława Hrycka. Pragnąc ułatwić piechocie przejęcie stanowisk, płk Królicki zarządził o 20.00  uderzenie w stronę Głowna. Wykonały je 1., 3. i 4 szwadrony, wspierane ogniem dwóch baterii 7 dak. 1 szwadron zajął Wolę Zbrożkową, a 3 i 4 szwadrony polanę leśną na zachód od tej miejscowości.

Szwadron marszowy 7 psk cały dzień stał we Władysławowie, ubezpieczając działania pułku od wschodu i południowego wschodu.

15 puł (bez 3 szwadronu) ubezpieczał od północy brygadę przez zamknięcie kierunku z Bielaw na Zgodę. Ze względu na obecność niemieckiego 20 pułku piechoty w Bielawach nie mógł być użyty do prowadzenia działań zaczepnych na Głowno. Stało się to możliwe dopiero, kiedy oddziały 4 DP opanowały teren między Bzurą a kompleksem leśnym Stanisławów.

Szwadron pionierów brygady do rana 11 września bronił przepraw przez Bzurę w rejonie Soboty, a po przybyciu kompanii saperów z Armii „Pomorze", pomaszerował do Przezwisk i w składzie 14 pułku piechoty wziął udział w walkach o odzyskanie przepraw w rejonie Sobota – dwór Sobota.

17 pułk ułanów od rana rozlokowany był w rejonie Psary-Polesie i stanowił odwód brygady. Przed południem płk Kowalczewski otrzymał rozkaz wysłania dwóch szwadronów do Helenowa i zorganizowania obrony tej miejscowości, a tym samym zamknięcia szosy Głowno – Helenów – Bielawy. 1 i 3 szwadrony 17 puł dotarły do Helenowa i po okopaniu się pozostały tam do wieczora. Tam zluzował je l/57 pułku piechoty.

### Natarcie na Głowno

Bitwa nad Bzurą (12 września)

Wieczorem gen. Abraham wiedział już, że wchodząca do walki Grupa Operacyjna gen. Bołtucia zabezpieczy tyły i północno-wschodnie skrzydło Wielkopolskiej BK. W tej sytuacji brygada mogła zwrócić się całością sił w stronę Głowna:
- 15 pułk ułanów z baterią 7 dak miał marszem nocnym przejść ze Zgody do Ziewanic i o świcie uderzyć wzdłuż drogi na Głowno,
- I/57 pp z 4 baterią 14 pal i szwadronem czołgów rozpoznawczych od świtu nacierać wzdłuż szosy Helenów – Głowno,
- 7 psk i dwa szwadrony 17 puł  miały nacierać po osi Władysławów – Wola Zbrożkowa – Głowno, z obejściem Głowna od wschodu,
- reszta 17 puł stanowiła odwód i ześrodkować miała się w rejonie na południe od folwarku Psary-Polesie.

15 pułk ułanów przed świtem osiągnął Ziewanice, a na przedpole wysłał oficerskie patrole rozpoznawcze. I batalion 57 pp mjr. Stanisława Hrycka z 4/14 pal kpt. Mariana Żulińskiego i szwadronem czołgów rozpoznawczych był na podstawach wyjściowych w rejonie Helenowa. Natomiast do 7 pułku strzelców konnych nie dotarły nowe rozkazy i zgodnie z wcześniejszymi zarządzeniami gen. Abrahama, ześrodkował się on w rejonie folwark Psary-Polesie, gdzie odpoczywał. 17 pułk ułanów znajdował się także daleko od podstaw wyjściowych do natarcia. Jego dwa szwadrony obsadziły w nocy skraj lasu Stanisławów od strony Domaniewic, a reszta pozostała w rejonie folwarku Psary-Polesie. 
Początek natarcia wyznaczono na 12 września o 6:00. W chwili gdy 15 pułk ułanów miał wejść do działań, na jego prawe skrzydło i tyły uderzył z kierunku Domaradzyn–Bronisławów pododdział niemieckiego 31 pułku piechoty. Zginął dowódca pułku ppłk Tadeusz Mikke. Doszło do chaotycznej walki, podczas której szwadronom udało się odrzucić przeciwnika. W tej sytuacji dowódca brygady nakazał pułkowi przejść do obrony, a dowodzenie pułkiem powierzył  mjr. Kazimierzowi Chłapowskiemu. Nowy dowódca pułku pozostawił część 2 szwadronu rtm. Władysława Mackiewicza w Ziewanicach, a resztą sił zorganizował obronę na wzgórzu 125 i linii rzeki Mrogi. 

Nie wiedząc o wstrzymaniu działań zaczepnych, do natarcia ruszył osamotniony I batalion 57 pułku piechoty. Kilkaset metrów od Głowna natrafił na silny opór i zaległ. Początkowo z powodzeniem odpierał niemieckie kontrataki, ale zagrożony oskrzydleniem, zaczął bezwładnie wycofywać się. Interweniował dowódca brygady, a ogień polskiej artylerii powstrzymał niemiecki pościg.
Do godzin popołudniowych 15 pułk ułanów i I/57 pp odtworzyły zdolność bojową i wznowiły natarcie na Głowno. Piechota, wspierana przez szwadron czołgów rozpoznawczych, atakowała wzdłuż szosy Helenów–Głowno, a ułani na prawo od niej wzdłuż Mrogi. Polskie zgrupowanie dotarło do linii kolejowej Głowno–Łowicz. Później jednak opór niemiecki wzrastał, a 15 pułk ułanów pozostał znacznie z tyłu. Dowódca batalionu mjr. Stanisław Hrycek ocenił, że w osamotnieniu nie jest w stanie zdobyć Głowna, wstrzymał natarcia swoich kompanii i wycofał się na południowy skraj Woli Zbrożkowej. W tym czasie 7 psk stał bezczynnie w rejonie Psary-Polesie, a potem w lesie 2 km na południe od Chruślina. Dwa  szwadrony 17 pułku ułanów, rozmieszczone na skraju lasu Stanisławów, odparły niemieckie natarcie wyprowadzone z kierunku Domaniewic. Reszta 17 pułku ułanów, zamiast pójść do natarcia na Głowno, odeszła do rejonu Rulice–Piotrowice, gdzie odtwarzała zdolność bojową.
Oceniając sytuację, gen, Abraham zdał sobie sprawę, iż własnymi siłami nie zdobędzie Głowna. Dlatego przed południem interweniował u gen. Bołtucia w sprawie jak najszybszego przeprowadzenia wspólnej akcji na Głowno. Zaproponował, aby 4 Dywizja Piechoty płk. Mieczysława Rawicza-Mysłowskiego przejęła dotychczasowy pas natarcia Wielkopolskiej BK i uderzyła na Głowno od północy. Kawaleria zaś zastosowałaby manewr obejścia i uderzyła na miasto od wschodu. Generał Bołtuć propozycji nie przyjął, ale decyzją dowódcy Armii „Pomorze” gen. Władysława Bortnowskiego plan ten został przyjęty do realizacji. Ostatecznie oddziały 4 Dywizji Piechoty około 20.00 przekroczyły stanowiska Wielkopolskiej BK, kierując się na Głowno, a Wielkopolska BK zaczęła przygotowywać się do działań manewrowych. Nim jednak zdołano stworzyć ugrupowanie marszowe, natarcie na Głowno odwołano, a brygadzie polecono wycofać się za Bzurę.